# الكبير أوي 4 (مسلسل)
مسلسل (الكبير أوي 4) هو الجزء الرابع من سلسلة مسلسلة الكبير أوي،وفي هذا الجزء تستمر القصة بين الإخوة الثلاثة في إطار كوميدي حيث يسافر حزلقوم إلى السعودية ثم إلى تانزانيا فيعود إلى المزاريطة ليحاول كسب منصب العمدة خصوصا بعد إصابة الكبير بإعاقة بصرية لكن الكبير يكتشف أمره بمساعدة فزاع فيريد معاقبتهم لكن يظهر الأخ الرابع نعيم الذي قدم من السودان.

## الممثلون
- أحمد مكي الكبير/جونى/حزلقوم
- بيومي فؤاد دكتور ربيع
- دنيا سمير غانم هدية
- محمد سلام هجرس
- سعيد طرابيك
- حسين أبو حجاج اشرف
- هاني يوسف عيد
- إسماعيل فرغلى
- رضا إدريس
- عطا الغمراوي
- علي جمال الدين
- عهدي صادق
- أمجد عابد
- مصطفى صقر
- أحمد فتحي (بعزق)
- محمد حنى
- أحمد عبدالعزيز[ ؟ ]
- رامز جلال:قرش البحر شخصية الحقيقة
- حمزة العيلي
- جمال فرج
- جميل برسوم
- سيرين عبد النور:نجلاء وجدي زوج رمضان
- محمد هنيدي:رمضان زوج نجلاء
- محمد ثروت
- طارق والي
- أحمد فوزي[ ؟ ]
- تامر مهران
- أحمد شيحة
- مصطفى منصور
- برنسة عبدالغني
- منة محمد
- محمد عبدالغني
- محمد جمال قلبظ
- ابراهيم حسن[ ؟ ]
- هدى مجدوب
- باسم سمير
- سيد رسلان شحتة
- رامي العسال
- شيماء سيف (فرحة)
- ليلي طاهر:ام رمضان
- عزت أبو عوف:رشدي
- رضا عبدالعظيم
- وحيد عطا
- جمال أبوسبن
- محمد فرج أبوالمجد
- حلمي محروس
- ابراهيم ايبو
- سهير الفاضل
- لجلينا
- محمد كلبظ
- بدرية طلبة
- محمد عبد الرحمن
- الفنان الفلسطيني غسان مطر:شناوى
- حسن حسني:المعلم فرج

## الأحداث

أحمد مكي في شخصية حزلقوم

في المسلسل على مدار الحلقات عدة قصص هي
- حكاية حزلقوم في شركة أبو نواف في السعودية
- سفر حزلقوم إلى تانزانيا لمباشرة منجم الفحم
- عودة توماس إلى المزاريطة وخيانته لجوني
- إصابة الكبير بإعاقة بصرية ومحاولة العائلة إعطاء العمودية إلى حزلقوم
- اكتشاف أمر المحاولة من طرف الكبير وفزاع وظهور الأخ نعيم

## القنوات
- سي بي سي دراما
- قناة النهار (مصر)
- زي ألوان